# Pogońcowate
Pogońcowate (Lycosidae) – rodzina pająków obejmująca około 2400 gatunków podzielonych na 120 rodzajów.
Występują we wszystkich strefach klimatycznych. Są pająkami polującymi aktywnie, nie budują więc sieci łownych. Zamiast tego zdane są na swój świetny wzrok. Ich atutem jest duża ruchliwość i szybkość; mogą również polować z zasadzki. Zazwyczaj budują podziemne nory lub tunele, które zmieniają z każdą kolejną wylinką. Ich ofiary są często o wiele większe od nich. W Polsce występuje ok. 60 gatunków pogońcowatych, w tym: krzeczek naziemnik, wałęsak zwyczajny, wymyk szarawy (zobacz: pogońcowate Polski).
Pogońcowate przypominają pająki z rodziny darownikowatych (Pisauridae), jednakże to, co odróżnia je od owej rodziny, to sposób noszenia kokonu przez samicę – pogońcowate noszą często jaja w białym kokonie przyczepionym do kądziołków przędnych, w przeciwieństwie do darownikowatych, które robią to pod chelicerami. Kolejną różnicą między nimi są oczy – dwoje z ośmiu oczu pogońcowatych są wyraźnie większe w porównaniu do reszty, u darownikowatych wszystkie oczy są podobnej wielkości. Ta cecha pomaga również odróżnić je od pająków z rodziny Agelenidae.

## Opis

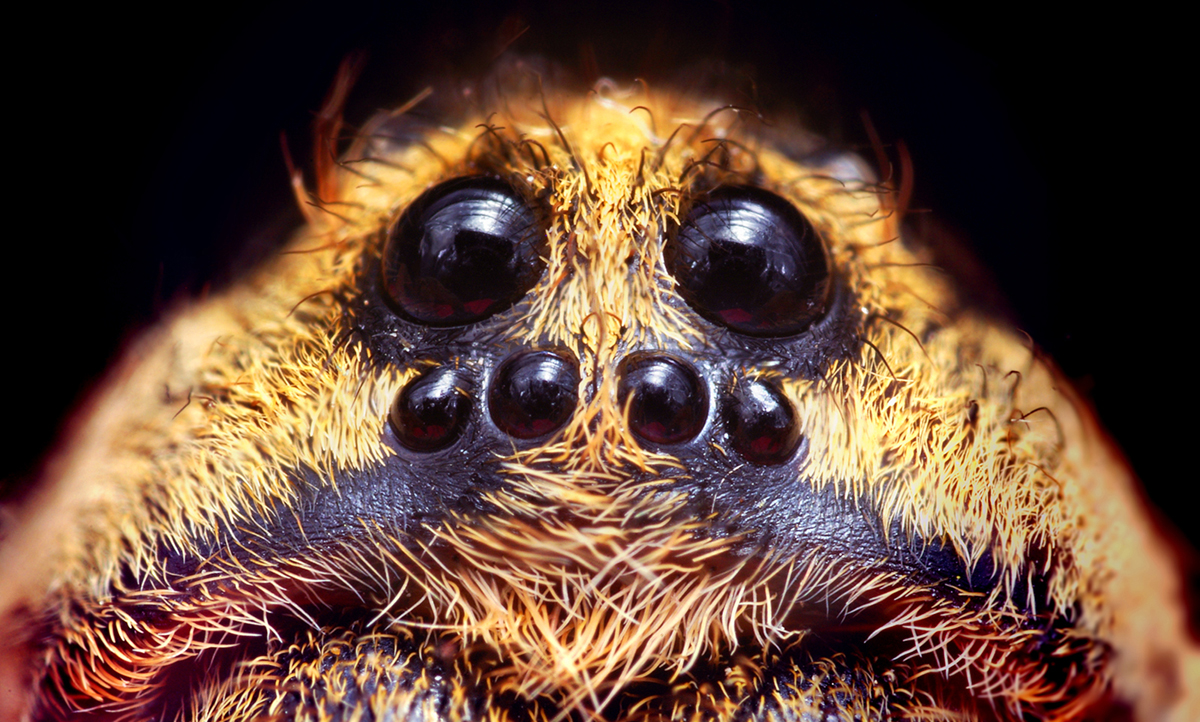
Rozmieszczenie oczu u przedstawiciela rodziny Lycosidae

Rodzina pogońcowatych liczy sobie wielu przedstawicieli, różniących się od siebie wielkością ciała (zazwyczaj ok. 10–35 mm). Ich osiem oczu rozmieszczonych jest w trzech rzędach: na dole umieszczone są cztery najmniejsze oczy, środek zdobi dwoje charakterystycznych, największych oczu, górę zaś para średniej wielkości oczu. Pogońcowate posiadają świetny wzrok oraz zmysł dotyku.
Cechą charakterystyczną tych pająków jest sposób noszenia przez samicę kokonów jajowych. Kokon przyczepiany jest przez samicę za pomocą kądziołków przędnych do końca odwłoka. Odwłok musi być jednak trzymany przez samicę w określonej pozycji, aby kokon nie obijał się o ziemię, co jest dla niej dodatkowym obciążeniem. Jednakże mimo tego, samica jest w stanie nadal świetnie polować. Po wykluciu się z jaj i wyjściu z kokonu, młode pająki od razu wspinają się na grzbiet samicy, która nosi je około tygodnia. Po upływie tego czasu, młode schodzą z grzbietu samicy, rozpoczynając samodzielne życie.

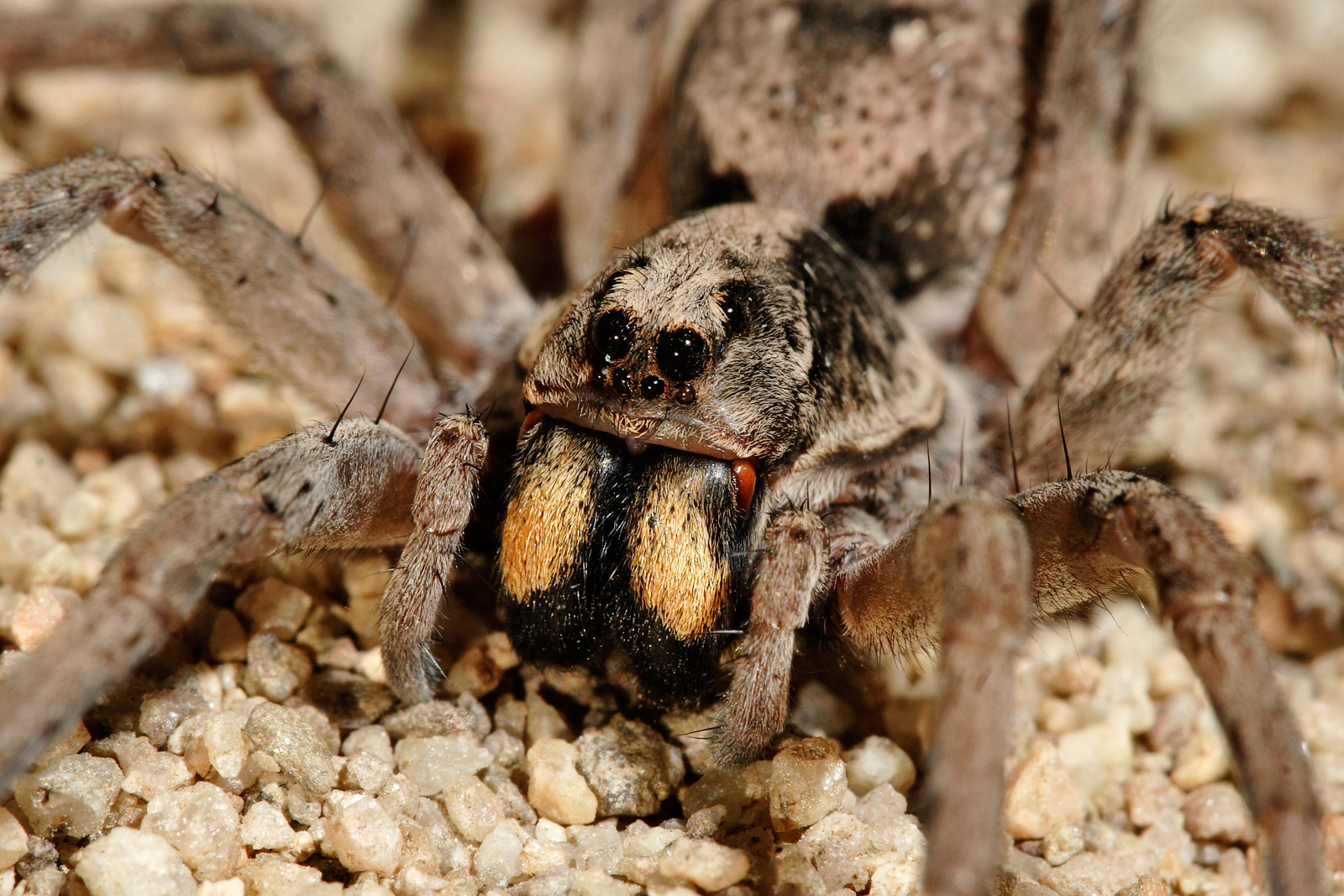

Ubarwienie pogońcowatych jest zazwyczaj podobne do otoczenia, które zamieszkują, co daje im świetny kamuflaż.
Największymi przedstawicielami rodziny pogońcowatych jest rodzaj Hogna, a największym gatunkiem – Hogna carolinensis – osiąga on największe rozmiary ciała ze wszystkich Lycosidae. Najbardziej znanymi są chociażby Lycosa tarantula, zwana również tarantulą włoską.

## Jad
Jak większość pająków, pogońcowate również posiadają jad. Jeżeli nie będą miały możliwości ucieczki, Lycosidae bronią się atakując.
Jad pogońcowatych nie jest najsilniejszy i nie stanowi zagrożenia dla życia zdrowego, dorosłego człowieka.
Po ukąszeniu przeciętnego pająka z rodziny Lycosidae mogą wystąpić objawy tj. obrzęk, łagodny ból czy swędzenie, a w najgorszych wypadkach nudności.
Australijskim przedstawicielom rodziny pogońcowatych przypisuje się także ukąszenia, które mogą powodować rany martwicze.

## Przedstawiciele
- Allocosinae Dondale, 1986
  - Allocosa Banks, 1900
  - Diapontia Keyserling, 1876

- Artoriinae Framenau, 2007
  - Anoteropsis L. Koch, 1878
  - Artoria Thorell, 1877
  - Artoriopsis Framenau, 2007
  - Diahogna Roewer, 1960
  - Lycosella Thorell, 1890
  - Notocosa Vink, 2002
  - Syroloma Simon, 1900
  - Tetralycosa Roewer, 1960

- Evippinae Zyuzin, 1985
  - Evippa Simon, 1882
  - Evippomma Roewer, 1959
  - Pseudevippa Simon, 1910
  - Xerolycosa Dahl, 1908
  - Zenonina Simon, 1898

- Lycosinae Sundevall, 1833
  - Adelocosa Gertsch, 1973
  - Agalenocosa Mello-Leitão, 1944
  - Alopecosa Simon, 1885
  - Alopecosella Roewer, 1960
  - Anomalomma Simon, 1890
  - Arctosa C. L. Koch, 1847
  - Arctosippa Roewer, 1960
  - Arctosomma Roewer, 1960
  - Aulonia C. L. Koch, 1847
  - Auloniella Roewer, 1960
  - Brevilabus Strand, 1908
  - Camptocosa Dondale, Jiménez & Nieto, 2005[3]
  - Crocodilosa Caporiacco, 1947
  - Cynosa Caporiacco, 1933
  - Dejerosa Roewer, 1960
  - Dolocosa Roewer, 1960
  - Edenticosa Roewer, 1960
  - Geolycosa Montgomery, 1904
  - Gladicosa Brady, 1987
  - Gnatholycosa Mello-Leitão, 1940
  - Hesperocosa Gertsch & Wallace, 1937
  - Hippasa Simon, 1885
  - Hippasella Mello-Leitão, 1944
  - Hogna Simon, 1885
  - Hognoides Roewer, 1960
  - Hyaenosa Caporiacco, 1940
  - Knoelle Fraumenau, 2006
  - Loculla Simon, 1910
  - Lycosa Latreille, 1804
  - Mainosa Framenau, 2006
  - Malimbosa Roewer, 1960
  - Megarctosa Caporiacco, 1948
  - Melloicosa Roewer, 1960
  - Melocosa Gertsch, 1937
  - Molitorosa Roewer, 1960
  - Mustelicosa Roewer, 1960
  - Oculicosa Zyuzin, 1993
  - Ocyale Audouin, 1826
  - Orinocosa Chamberlin, 1916
  - Orthocosa Roewer, 1960
  - Paratrochosina Roewer, 1960
  - Pardosella Caporiacco, 1939
  - Pavocosa Roewer, 1960
  - Prolycosides Mello-Leitão, 1942
  - Rabidosa Roewer, 1960
  - Schizocosa Chamberlin, 1904
  - Trochosa C. L. Koch, 1847
  - Trochosippa Roewer, 1960
  - Trochosula Roewer, 1960
  - Tuberculosa Framenau & Yoo, 2006[4]
  - Varacosa Chamberlin & Ivie, 1942
  - Venator Hogg, 1900
  - Venatrix Roewer, 1960
  - Vesubia Simon, 1910

- Pardosinae
  - Acantholycosa Dahl, 1908
  - Algidus Simon, 1898
  - Artoriellula Roewer, 1960
  - Bristowiella Saaristo, 1980
  - Dingosa Roewer, 1955
  - Mongolicosa Marusik, Azarkina & Koponen, 2004
  - Pardosa C. L. Koch, 1847
  - Pyrenecosa Marusik, Azarkina & Koponen, 2004
  - Sibirocosa Marusik, Azarkina & Koponen, 2004
  - Tasmanicosa Roewer, 1959

- Piratinae Zyuzin, 1993
  - Dorjulopirata Buchar, 1997
  - Pirata Sundevall, 1833

- Sosippinae Dondale, 1986
  - Aglaoctenus Tullgren, 1905
  - Sosippus Simon, 1888

- Tricassinae Alderwiereldt & Jocque, 1993
  - Tricassa Simon, 1910

- Venoniinae Lehtinen & Hippa, 1979
  - Allotrochosina Roewer, 1960
  - Amblyothele Simon, 1910
  - Anomalosa Roewer, 1960
  - Caporiaccosa Roewer, 1960
  - Lysania Thorell, 1890
  - Margonia Hippa & Lehtinen, 1983
  - Passiena Thorell, 1890
  - Piratosa Roewer, 1960
  - Proevippa Purcell, 1903
  - Pterartoria Purcell, 1903
  - Pterartoriola Roewer, 1959
  - Satta Lehtinen & Hippa, 1979
  - Shapna Hippa & Lehtinen, 1983
  - Trabea Simon, 1876
  - Trabeops Roewer, 1959
  - Trebacosa Dondale & Redner, 1981
  - Venonia Thorell, 1894
  - Zantheres Thorell, 1887
  - Zoica Simon, 1898

- Wadicosinae Zyuzin, 1985
  - Wadicosa Zyuzin, 1985

- incertae sedis
  - Donacosa Alderweireldt & Jocqué, 1991
  - Hygrolycosa Dahl, 1908
  - Phonophilus Ehrenberg, 1831